# Federico Stella (attore)
Federico Stella (Napoli, 1842 – Napoli, 25 febbraio 1927) è stato un attore teatrale, drammaturgo e impresario teatrale italiano.

## Biografia
Federico Stella fu, insieme a Eduardo Scarpetta, uno tra i più grandi attori e drammaturghi della scena teatrale napoletana del suo tempo. Don Federico era predestinato per il teatro, infatti oltre ad essere figlio d'arte, il padre Francesco detto "Ciccio" fu un grande interprete della maschera di Pulcinella, nacque in un camerino del teatro Sebeto di Napoli, in quanto la madre era una ballerina di varietà.  Debuttò ufficialmente in un ruolo da protagonista appena ventenne, per sostituire il padre gravemente ammalato, nel ruolo di Pulcinella.
A differenza di altri suoi grandi predecessori, la maschera di Pulcinella gli stava stretta, fatto anomalo, in quanto per ogni attore napoletano rappresentava il massimo.  Egli prediligeva un repertorio che passava dal dramma alla tragedia e anche al comico. Dopo un po' di gavetta in svariate compagnie cittadine, dove mise in risalto le sue grandi doti di attore in tutti i generi, dall'attor giovane al caratterista, dal comico al protagonista, fin quando non mise su una propria compagnia insieme all'attore Antonio Allegretti iniziando a scrivere testi teatrali. Nel 1893 la compagnia di Allegretti e Stella mise in scena Un delitto in via Lavinajo, dramma popolare in un prologo e cinque atti di Francesco Mastriani.
Nel 1901 proprio con la sua Compagnia è al Teatro Quirino per due mesi con diverse opere sue tra cui Buona e Mala Vita e L'Ammonito.
Don Federico ben presto diverrà un'istituzione cittadina, insieme al suo contemporaneo Eduardo Scarpetta, ma a differenza di questi che attirava un pubblico più della Napoli aristocratica, lui aveva dalla sua parte il popolino, egli stesso era un figlio del popolo, abitava al centro storico al quartiere S.Lorenzo, e rappresentò le sue commedie al Teatro San Ferdinando nella popolare via Foria.
Nonostante fosse tanto amato dai i suoi conterranei morirà di stenti all'età di 85 anni, ma lasciando un ricordo e un patrimonio artistico indelebile.

## Opere teatrali
- Rosella la spigaiola del Pendino (1892)
- Caterina la pettinatrice di San Giovanni a Carbonara (1893)
- La bella di Porta a Capuana (1895)
- La figlia del gatto (1899)
- Graziella la lavandaia di Antignano (1902)